# Tadashi Takeda
Tadashi Takeda (竹田 忠嗣 Takeda Tadashi?), född 27 juli 1986 i Pinang, är en japansk fotbollsspelare.
Takeda började sin karriär 2005 i JEF United Chiba. 2008 flyttade han till Fagiano Okayama. Han spelade 230 ligamatcher för klubben. 2018 flyttade han till FC Gifu.